# صروة (نبات)
الصَّرْوَة أو ذنب الحِرْذَون أو ذنب الحِرْدَون أو ذنب الضَّبّ هو جنس من النباتات في الفصيلة الصروية يحتوي على نوعين. موطن الصروة المنحنية هو أمريكا الشمالية والصروة الصينية موطنه آسيا.